# Elaphoglossum annamense
Elaphoglossum annamense är en träjonväxtart som beskrevs av Carl Frederik Albert Christensen och Tard.-bl. Elaphoglossum annamense ingår i släktet Elaphoglossum och familjen Dryopteridaceae. Inga underarter finns listade.